# 亚硒酸钠
亚硒酸钠是具有化学式式Na2SeO3的无机化合物 。该盐是无色固体。五水合物Na2SeO3·5H2O是最常见的水溶性硒化合物。

## 合成和基本反应
亚硒酸钠通常通过二氧化硒与氢氧化钠的反应制备： 
SeO2 + 2 NaOH → Na2SeO3 + H2O
加热至40℃后，水合物转化为无水物。 
类似于同族的亚硫酸钠，Na2SeO3具有金字塔形二价阴离子SeO2−
3，它经过氧化得到硒酸钠Na2SeO4。

## 应用
亚硒酸钠和亚硒酸钡及亚硒酸锌一样，主要用于制造无色玻璃，由这些亚硒酸盐产生的粉红色可以消除由铁杂质带来的绿色。 
因为硒是必需元素，亚硒酸钠是膳食补充剂的一种成分，例如多维生素/矿物质产品，但是只需提供硒的话，补充剂要使用L-硒代甲硫氨酸或富硒酵母 。 
美国食品和药物管理局批准了动物饲料中的硒补充剂；最常见的形式是用于宠物食品的亚硒酸钠。根据一篇文章，在20世纪70年代作出决定时对于哪些硒化合物被批准用于动物饲料的情况知之甚少。在采取管制行动时，只有无机硒盐（亚硒酸钠和硒酸钠）可以在成本允许的情况下用于动物饲料。“ 

## 安全
硒在高浓度下是有毒的。 对于亚硒酸钠来说，人类的慢性毒性剂量被描述为每天约2.4至3毫克的硒。   2000年，美国医学研究所为所有来源的食物，饮用水和膳食补充剂中的硒设定了成人耐受的上限摄入量 （UL），浓度为400微克/天。   欧洲食品安全局审查了同样的安全问题，并将其UL设定为300微克/天。 